# Li Qingzhao (krater)
Li Qingzhao är en nedslagskrater med en diameter på 22 kilometer, på planeten Venus.
1991 uppkallade den efter poeten Li Qingzhao.